# Musikinstrumente- und Puppenmuseum

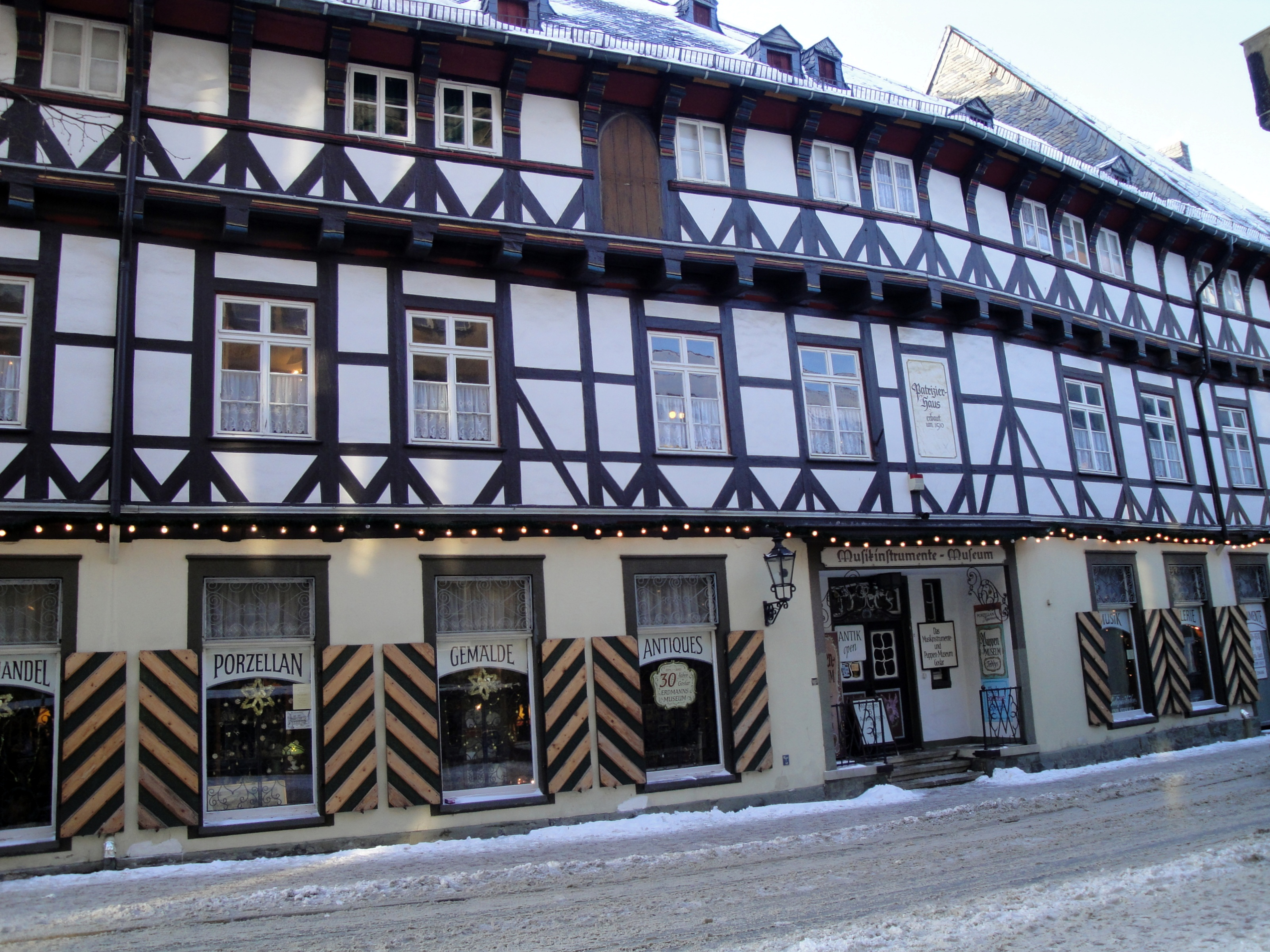
Musikinstrumente- und Puppenmuseum in Goslar (2010)

Das Musikinstrumente- und Puppenmuseum war ein privates Spezialmuseum in Goslar (Niedersachsen), das vor allem Musikinstrumente und Puppen präsentierte, aber auch Blechspielzeug und Porzellanfiguren. Es wurde nach dem Tod des Inhabers und Leiters im April 2011 geschlossen.

## Beschreibung
In einem um 1510 errichteten Patrizierhaus in der Goslarer Innenstadt befanden sich auf vier Etagen Sammlungen hunderter Musikinstrumente und von verschiedensten Puppen und Spielzeug der Jahre 1835 bis 1935.
Der Bereich Musikinstrumente, der rund 750 Musikinstrumente aller Epochen und aus allen Erdteilen umfasste, reichte von der kleinsten spielbaren Trompete der Welt bis zum rund 1,30 Meter hohen Basssaxophon. Es war eine umfassende, außergewöhnliche Sammlung von Musikinstrumenten, da viele Sonderformen und Kuriositäten der Instrumentenkunde gezeigt wurden.
Eine Porzellanfiguren-Ausstellung stand unter dem Motto „Zauber weiblicher Anmut“.
In der Spielzeug-Abteilung war auch ein Teddybären-Diorama „Teddys Hafen-Spelunke“ und das kleinste Musikinstrumenten-Museum der Welt zu finden.
2012 kamen seitens der Erben große Teile der Ausstellungsstücke an das Spielzeugmuseum nach Quedlinburg.